# Масови самоубийства в Нацистка Германия
През последните седмици на Третия райх и войната в Европа много държавни и военни служители и граждани в цяла Нацистка Германия извършват самоубийство.
Освен високопоставени нацисти като Адолф Хитлер, Йозеф Гьобелс, Хайнрих Химлер, Филип Боулер и Мартин Борман, много други също избират самоубийството, вместо да приемат последствията от поражението на Германия. Самоубийците са повлияни от нацистката пропаганда (реакция на самоубийството на Адолф Хитлер), принципите на нацистката партия и очакваните репресии след съюзническите окупации на Нацистка Германия. Например през април 1945 г. най-малко 1000 германци се самоубиват в рамките на 72 часа, когато Червената армия се приближава до източногерманския град Демин. Само за Берлин е съобщено за повече от 7000 самоубийства през 1945 г.
Повече от 7000 самоубийства са съобщени в Берлин през 1945 г., но се смята, че много от самоубийствата не са докладвани поради хаоса на следвоенния период. Други места, където са се случили самоубийства, са: Нойбранденбург, Бърг Старгард, Нойщрелиц, Демин, Пенцлин, Тесин, Виецен, Мюриц, Тетеров, Гюстров, Рощок, Бад Доберан, Малчин, Шьонланке, Щолк, Лауенбург, Грюнберг.
Идентифицирани са 3 отделни периода на самоубийства между януари и май 1945 г., когато хиляди германци отнемат своя живот.

## Причини
Има няколко причини, поради които германците да решат да прекратят живота си през последните месеци на войната. Първо, до 1945 г. нацистката пропаганда създава страх сред някои части от населението за предстоящото военно нашествие в страната им от съветските или западните съюзници. Информационни филми от Министерството на общественото просвещение и пропагандата на Райха многократно убеждава публиката за това защо Германия не трябва да се предаде, казвайки на хората, че са изправени пред заплахата от мъчения, изнасилване и смърт в разочарование. На второ място, много нацисти са с неоспорима лоялност към партията и с нейната културна идеология, предпочитайки смъртта пред поражението. И накрая, други се самоубиват, защото знаят какво ще им се случи след поражението. Руснаците, американците и британците са изяснили през 1943 г. с Московската декларация, че всички, които се смятат за военнопрестъпници, ще се изправят пред съд. Следователно, много партийни чиновници и военен персонал осъзнават, че ще бъдат подложени на тежко наказание за действията си по време на войната.
Въпреки че всеки самоубиец има свои лични мотиви, мащабът на самоубийствените вълни предполага, че има общ мотив – страхът и безпокойството. Има и голям брой семейни самоубийства или убийства, при които майки и бащи убиват себе си и децата си.
Самоубийствата се случват в 3 последователни вълни.
- Първата фаза започва в началото на януари 1945 г., когато съветските войски изтласкват Германия обратно до териториите в Източна Прусия и Силезия.
- Втората фаза настъпва през април и май, когато многобройни нацистки партийни служители и висши военни лица се самоубиват. Нивата на самоубийства достигат максимума си в Берлин през април 1945 г., когато 3881 души се самоубиват по време на битката в Берлин. През тази фаза Адолф Хитлер и Йозеф Гьобелс се самоубиват, заедно със съпругите си. Магда Гьобелс също убива децата си (като им дава натрошени таблетки с цианид).
- Последният етап настъпва след пълната окупация на Германия от Съюзниците.

## Методи
Цианидните капсули са един от най-честите начини, по които хората се самоубиват през последните дни на войната. На 12 април 1945 г. членове на Хитлерюгенд раздават капсули с цианид на публиката по време на последния концерт на Берлинската филхармония. Преди самоубийството си, Хитлер осигурява на целия си персонал капсули с отрова.
През март 1945 г. британците препечатват черна пропагандна пощенска картичка на немски език, за която се предполага, че е издадена от нацисткото правителство, които дават подробни инструкции за това как да човек да се обеси с минимално количество болка. Има много документирани случаи, при които родителите убиват децата си, преди да се самоубият.
Членове на германските въоръжени сили често използват оръжия, за да отнемат живота си. Например СС-Обергрупенфюрер Ернст-Роберт Гравиц се самоубива със семейството си с граната, генералите от Вермахта Вилхелм Бургдорф и Ханс Кребс се прострелват в главата с пистолетите си, а Йозеф Тербовен, райхскомисар за Норвегия, се взривява в бункер чрез детониране на 50 kg динамит.

## Насърчаване от държавата
Желанието да се извърши самоубийство, преди да се приеме поражението, е ключова нацистка идея по време на Втората световна война. Адолф Хитлер заявява предпочитанието си за самоубийство пред поражението в реч в Райхстага, по време на инвазията в Полша през 1939 г.
Когато става ясно, че нацистите ще загубят войната, германските лидери (включително Гьобелс и Хитлер) говорят публично в полза на самоубийството като опция. Хитлер обявява на 30 август 1944 г. по време на военен брифинг: „Това е само част от секундата, след това човек получава изкупление от всичко и намира спокойствие и вечен мир.“ Много поддръжници на нацистката идеология и партията споделят апокалиптичното послание на националсоциализма и очакват да завършат живота си. Години на излагане на нацистка пропаганда води до това, много германци да предположат, че самоубийството е единственият изход.
Смята се, че прославянето на насилствената смърт се дължи на нацистката борба за власт след ранната световна война и ранната смърт на нацистки активисти като Хорст Весел. По същия начин, самоубийствата на водещи нацисти трябва да се разглеждат като героични жертви. В радиопредаване на 28 февруари 1945 г. (което се разпространява в повечето вестници в Райха на 1 март), Гьобелс обявява на общественото радио, че ако Германия бъде победена, той „ще отнеме живота си с чест“. На 28 март същата година нацисткият вестник Völkischer Beobachter публикува статия, озаглавена „Рискът от живота на човека“, която призова германците да се бият до смърт.
Самоубийствената атмосфера се засилва от доклада на нацистите за множество съветски масови гробове и други зверства, извършени от НКВД и Червената армия към края на войната. Нацистката брошура, разпространявана през февруари 1945 г. в чешките територии, предупреждава немските читатели за „болшевишкия убийци“, чиято победа би довела до „невероятна омраза, грабежи, глад, изстрели в гърба, депортиране и унищожаване“, а мъжете „да спасят немските жени и момичета от изнасилване и клане от болшевишките хрътки“. Тези страхове и изобразяването на „съветските болшевики“ като подчовешки чудовища довеждат до редица масови самоубийства в Източна Германия. Страхът от съветската окупация е толкова голям, че дори хора, живеещи далеч от съветските линии, включително пенсионери в Хамбург, се самоубиват, страхувайки се от това, което съветските войници биха направили с тях. Поведението на съветските войски също играе роля, тъй като много от германците се самоубиват, за да избегнат изнасилване или срама от изнасилване. Освен това се смята, че много от самоубийствата настъпват поради депресията, причинена или изострена от пребиваването във военна зона между руини.

## Известни самоубийства
Много известни нацисти, нацистки последователи и членове на въоръжените сили се самоубиват през последните дни на войната. Други се самоубиват, след като са заловени. Това включва 8 от 41-те регионални лидери на НСДАП, които заемат длъжността между 1926 и 1945 г., 7 от 47-те висши СС и полицейски офицери, висши военни офицери – 53 от 554 генерали на Вермахта, 14 от 98 генерали на Луфтвафе, 11 от 53 адмирали в Кригсмарине, както и неизвестен брой старши и младши офицери, подофицери и войници/матроси.